# Distenia spinipennis
Distenia spinipennis är en skalbaggsart som beskrevs av Fisher 1946. Distenia spinipennis ingår i släktet Distenia och familjen långhorningar.
Artens utbredningsområde är:
- Costa Rica.
- Honduras.

Inga underarter finns listade i Catalogue of Life.